# بوژیدار رادوشویچ

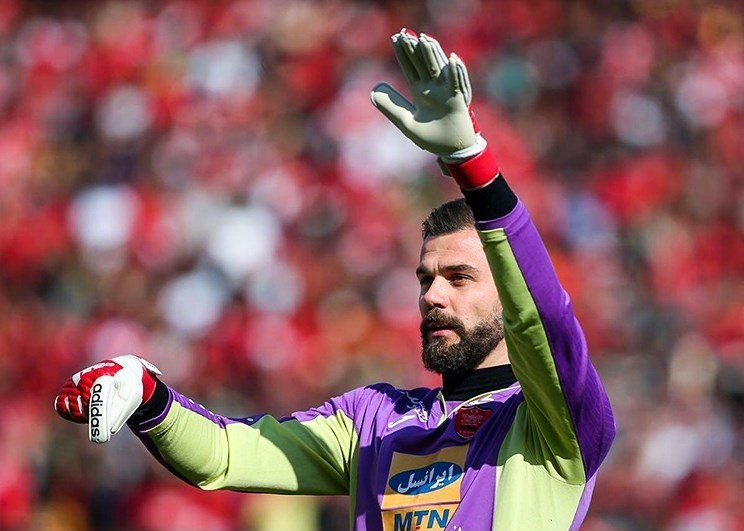
رادوشویچ در پرسپولیس

بوژیدار رادوشویچ (کرواتی: Božidar Radošević; زاده ۴ آوریل ۱۹۸۹ در اسپلیت) دروازه‌بان فوتبال اهل کرواسی است.

## پرسپولیس
رادوشویچ در نخستین فصل حضور خود در پرسپولیس توانست قهرمان لیگ برتر فوتبال ایران شود. همچنین در چند مسابقه برای پرسپولیس به میدان رفت که عملکرد مناسبی داشت و توانست چند کلین‌شیت انجام دهد.

## آمار باشگاهی
تا تاریخ ۱۸ آذر ۱۴۰۰
| باشگاه         | دسته           | فصل            | لیگ  | لیگ | جام  | جام | آسیا | آسیا | سایر | سایر | مجموع | مجموع |
| باشگاه         | دسته           | فصل            | بازی | CS  | بازی | CS  | بازی | CS   | بازی | CS   | بازی  | CS    |
| -------------- | -------------- | -------------- | ---- | --- | ---- | --- | ---- | ---- | ---- | ---- | ----- | ----- |
| پرسپولیس       | لیگ برتر       | ۹۶–۱۳۹۵        | ۶    | ۳   | ۱    | ۰   | ۰    | ۰    | ۰    | ۰    | ۷     | ۳     |
| پرسپولیس       | لیگ برتر       | ۹۷–۱۳۹۶        | ۳    | ۱   | ۰    | ۰   | ۰    | ۰    | ۰    | ۰    | ۳     | ۱     |
| پرسپولیس       | لیگ برتر       | ۹۸–۱۳۹۷        | ۶    | ۲   | ۲    | ۲   | ۰    | ۰    | ۰    | ۰    | ۸     | ۴     |
| پرسپولیس       | لیگ برتر       | ۹۹–۱۳۹۸        | ۱۶   | ۱۱  | ۲    | ۱   | ۰    | ۰    | ۰    | ۰    | ۱۸    | ۱۲    |
| پرسپولیس       | لیگ برتر       | ۱۴۰۰–۱۳۹۹      | ۱    | ۱   | ۲    | ۱   | ۱    | ۱    | ۰    | ۰    | ۴     | ۳     |
| پرسپولیس       | لیگ برتر       | ۰۱–۱۴۰۰        | ۲    | ۰   | ۰    | ۰   | ۰    | ۰    | ۰    | ۰    | ۲     | ۰     |
| مجموع پرسپولیس | مجموع پرسپولیس | مجموع پرسپولیس | ۳۴   | ۱۸  | ۷    | ۴   | ۱    | ۱    | ۰    | ۰    | ۴۲    | ۲۳    |
| مجموع آمار     | مجموع آمار     | مجموع آمار     | ۳۴   | ۱۸  | ۷    | ۴   | ۱    | ۱    | ۰    | ۰    | ۴۲    | ۲۳    |

## افتخارات
باشگاهی
Željezničar
- لیگ برتر فوتبال بوسنی و هرزگوین: ۱۰–۲۰۰۹

Budućnost
- لیگ دسته اول فوتبال مونته‌نگرو: ۱۲–۲۰۱۱

پرسپولیس
- لیگ برتر(۵): ۱۷–۲۰۱۶، ۱۸–۲۰۱۷، ۱۹–۲۰۱۸، ۲۰–۲۰۱۹، ۲۱–۲۰۲۰
- جام حذفی(۱): ۱۹–۲۰۱۸
- سوپر جام(۴): ۲۰۱۷، ۲۰۱۸، ۲۰۱۹، ۲۰۲۰
- جام باشگاه‌های آسیا: فصل ۲۰۱۸، فصل ۲۰۲۰ نایب قهرمان